# Villeneuve-le-Comte
Villeneuve-le-Comte là một xã ở tỉnh Seine-et-Marne, thuộc vùng Île-de-France ở miền bắc nước Pháp.

## Dân số
Người dân ở Villeneuve-le-Comte được gọi là Villecomptois.
Điều tra dân số năm 1999, xã này có dân số là 1.683.